# Ейдан Гіллен
Ейдан Ґіллен (англ. Aidan Gillen, при народженні — Ейдан Мерфі, нар. 24 квітня 1968, Дублін) — ірландський актор телебачення, театру і кіно.

## Життєпис
Гіллен народився в міському районі Драмкондра, в Дубліні, Ірландія. Закінчив школу St. Vincent's C.B.S., в Гласневіні. У 2001 одружився зі своєю подругою Олівією О'Фленаган. В даний час пара проживає в Ірландії, разом зі своїми двома дітьми Беррі (народився в 1997) і Джо (народився в 2000). У 2009, коли Гіллен був удостоєний премії Irish Film and Television Awards за свою роль в телесеріалі Дроти, він присвятив цю перемогу Олівії і своїм дітям.

## Творчість
Акторську кар'єру розпочав у віці 16 років, ще в Дубліні (Dublin Youth Theatre) роллю ткача в п'єсі Шекспіра «Сон літньої ночі». Згодом переїхав до Лондона.
Найбільш відомий своєю роллю Стюарта Джонса в телесеріалі телекомпанії Channel 4 «Близькі друзі» і роллю мера Балтімора Томмі Карцеті в телесеріалі «Дроти» компанії HBO. За роль у сиквелі «Близькі друзі 2», в 2000 році був номінований на премію British Academy Television Award як найкращий актор.
У 2003 році був також був номінований на премію Тоні за роль у п'єсі Гарольда Пінтера The Caretaker, виконану ним в одному з бродвейських театрів. А також театральну премію газети Irish Times в 2007 році за роль Тіча в п'єсі Девіда Мемета American Buffalo у постановці дублінського театру Gate.
Гіллен також зіграв разом з професійним реслером Джоном Сіною у фільмі 2009 року «12 раундів». У липні того ж року він зіграв у телевізійній драмі Freefall на телеканалі BBC2 разом з Домініком Купером і Сарою Гардінг.
У липні 2010 року було оголошено, що Гіллен зіграє Петіра Бейліша, одного з головних персонажів в телесеріалі HBO «Гра престолів». Перший сезон серіалу за участю Гіллена вийшов на екрани в 2011 році. Також знявся у фільмах «Шанхайські лицарі» (2003) та «Без компромісів».

## Фільмографія
| Рік       |    | Українська назва                               | Оригінальна назва                | Роль                                                 |
| --------- | -- | ---------------------------------------------- | -------------------------------- | ---------------------------------------------------- |
| 1995      | ф  | Коло друзів                                    | Circle of Friends                | Ейдан Лінч                                           |
| 1996      | ф  | Син порядної матері                            | Some Mother's Son                | Джерард Квіглі                                       |
| 1997      | ф  |                                                | Mojo                             | Бейбі                                                |
| 1999      | ф  |                                                | Buddy Boy                        | Френсіс                                              |
| 1999—2000 | с  |                                                | Queer as Folk                    | Стюарт Алан Джонс (10 епізодів)                      |
| 2003      | ф  | Шанхайські лицарі                              | Shanghai Knights                 | лорд Нельсон Ретбоун                                 |
| 2003      | с  | Пуаро Агати Крісті                             | Agatha Christie's Poirot         | Еміас Крейл (Епізод: "Five Little Pigs")             |
| 2004—2008 | с  | Дроти                                          | The Wire                         | Томас Каркетті (35 епізодів)                         |
| 2005      | с  | Закон і порядок: Суд присяжних                 | Law & Order: Trial by Jury       | Джиммі Колбі (Епізод: "Vigilante")                   |
| 2006      | ф  | Скажи Кохаю                                    | Trouble with Sex                 | Конор                                                |
| 2008      | ф  | Фатальний вибір                                | Blackout                         | Карл                                                 |
| 2009      | ф  | 12 раундів                                     | 12 Rounds                        | Майлз Джексон                                        |
| 2011—2017 | с  | Гра престолів                                  | Game of Thrones                  | Пітир Бейліш (41 епізод)                             |
| 2011      | ф  | Без компромісів                                | Blitz                            | Баррі Вайс                                           |
| 2012      | ф  | Темний лицар повертається                      | The Dark Knight Rises            | Білл Вілсон                                          |
| 2014      | ф  | Голгофа                                        | Calvary                          | Френк Гарт                                           |
| 2015      | с  |                                                | Charlie                          | Чарльз Гогі (3 епізоди)                              |
| 2015      | ф  | Той, що біжить лабіринтом: Випробування вогнем | Maze Runner: The Scorch Trials   | Дженсон                                              |
| 2016      | ф  | Сінг Стріт                                     | Sing Street                      | Роберт                                               |
| 2016      | вг | Quantum Break                                  | Quantum Break                    | Пол Сайрін (озвучення та захоплення руху)            |
| 2017      | ф  | Король Артур: Легенда меча                     | King Arthur: Legend of the Sword | Білл                                                 |
| 2017      | с  |                                                | Urban Myths                      | Тімоті Лірі (Епізод: "Cary Grant and Timothy Leary") |
| 2017—2019 | с  | Гострі картузи                                 | Peaky Blinders                   | Еберама Ґолд (10 епізодів)                           |
| 2018      | тф |                                                | Dave Allen at Peace              | Дейв Аллен                                           |
| 2018      | ф  | Той, що біжить лабіринтом: Ліки від смерті     | Maze Runner: The Death Cure      | Дженсон                                              |
| 2018      | ф  | Богемна рапсодія                               | Bohemian Rhapsody                | Джон Рід                                             |
| 2019—2020 | с  | Проект «Синя книга»                            | Project Blue Book                | Джозеф Аллен Гінек (20 епізодів)                     |
| 2021—2023 | с  | Рід                                            | Kin                              | Френк Кінселла (16 епізодів)                         |
| 2021—2024 | с  | Мер Кінгстауна                                 | Mayor of Kingstown               | Міло Сантер (22 епізоди)                             |
| 2021      | ф  | Ті, хто бажають моєї смерті                    | Those Who Wish Me Dead           | Джек Блеквелл                                        |
| 2022      | с  |                                                | That Dirty Black Bag             | Батлер (2 епізоди)                                   |
| 2023      | ф  |                                                | Barber                           | Вел Барбер                                           |
| 2023      | ф  |                                                | Dance First                      | Джеймс Джойс                                         |